# Atelier Manassé
Das Atelier Manassé war ein Fotostudio in Wien und Berlin.
Foto-Malerei des Ateliers Manassé, Dezember 1928 (Modell: Vera Voronina)
 Foto/Bearbeitung: Adorján und Olga von Wlassics

Link zum Foto

Aktfoto des Ateliers Manassé, Januar 1929

Foto: Atelier Manassé

Link zum Foto

(Bitte Urheberrechte beachten)
Es wurde vom Ehepaar Adorján von Wlassics (1893–1946) und seiner Ehefrau Olga geb. Spolarics (1896?–1969) im Jahre 1924 in Wien am Kärntner Ring 15 gegründet. Noch im gleichen Jahr erschienen die ersten Illustrationen des Studios in Zeitschriften. Die offizielle Eintragung als „Photographengewerbe mit Einschluß der Porträtphotographie“ im Handelsregister des Handelsgerichts Wien erfolgte am 7. Juli 1925. Inhaber war Adorján Wlassics, Firmenadresse Getreidemarkt 16 im  1. Wiener Gemeindebezirk.

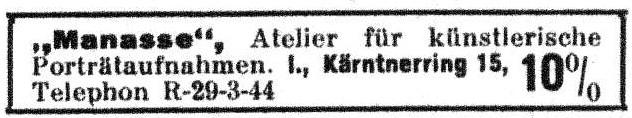
Anzeige des Ateliers Manassé aus dem Jahre 1933 mit dem Angebot von 10 % Rabatt für Mitglieder des Ö.T.C.

Das Fotostudio wurde unter wechselnden Namen betrieben, darunter Wlasics (sic!), der ersten Bezeichnung des Studios noch vor 1924 sowie Manassé-Ricoll (seit Assistenten das Studio in Wien betrieben). Im Jänner 1931 erfolgte eine Gewerbeanmeldung der protokollierten Firma Manassé (Inhaber A. Wlassics) mit Sitz im Grand Hotel, ebenfalls im 1. Bezirk. 1935 wurde eine Zweigstelle in Bukarest gegründet, ein Jahr später übernahm Josef Cebin das Wiener Atelier einschließlich der Rechte am Namen Manassé. Das Ehepaar von Wlassics zog 1937 nach Berlin und eröffnete am Kurfürstendamm in den Räumen des ehemaligen Ateliers Geschke das Studio WOG (Wlassics-Olga-Geschke). 1943 kehrten sie nach Wien zurück.
Das Atelier Manassé erlangte in den 1920er Jahren einen hohen Bekanntheitsgrad durch erotische und glamouröse (Akt-)Fotografien hauptsächlich von Frauen. Die Künstler verbanden in ihren Fotografien gerne Erotik mit surrealen Motiven. Motive waren teilweise Personen der Wiener Gesellschaft.
Als Michael Curtiz (damals noch unter seiner ungarischen Namenschreibweise Kertesz bekannt) im Oktober 1924 Darsteller für seinen nächsten Film suchte, richtete er einen Aufruf an Leserinnen und Leser der Tageszeitung Die Stunde, „gute Photographien“ von sich an die Filmredaktion des Magazins Die Bühne zu senden. Wer keine entsprechenden Bilder hatte, war „eingeladen, sich im Atelier Manassé (Wien, I., Opernring 19) kostenlos […] photographieren zu lassen“. Diese Publikation rief einen solchen Ansturm vor dem Atelier hervor, dass die Polizei „Ordnung machen“ musste. Es sollten sich deshalb vorerst keine weiteren Modelle mehr beim Atelier melden. Wenn das angefallene Auftragsvolumen von 400 Aufnahmen abgearbeitet sein würde, sollten sich nur noch Frauen und Mädchen, aber keine Männer mehr im Atelier Manassé vorstellen.
In der zweiten Hälfte der 1920er Jahre spezialisierte sich das Atelier auf „skurrile Aktmontagen“: Adorján von Wlassics bearbeitete von Olga angefertigte Fotografien mit malerischen Mitteln und schuf so „Foto-Malereien“.
Während der am 14. und 15. Mai 1928 stattfindenden fachphotographischen Ausstellung im Linzer Gewerbeförderungsinstitut war auch das Atelier Manassé als Aussteller mit einer „Serie Aktstudien und mondäner Porträts“ vertreten.
Auch Stars und Sternchen ließen sich ablichten, zum Beispiel Rudolph Valentino (um 1922), Christiane Delyne (um 1931), Lil Dagover (um 1932), Betty Bird (um 1926).
Nach dem Tode von Adorján von Wlassics verblasste der Ruhm des Studios. Olga heiratete den Fotografen Spohner und arbeitete bis zu ihrem Tod weiter als Fotografin.
Originalabzüge erzielen heute auf Auktionen teilweise Preise von 1.000 EUR und mehr.

## Urheberrechtsprozess
Draga Ocepek, „ein einundzwanzigjähriges hübsches Mädchen“, hatte sich mehrfach nackt im Atelier Manassé ablichten lassen. Mitte November 1927 veröffentlichte die Zeitschrift „Wiener Mode“ eines ihrer Aktbilder zusammen mit einem englischen Windhund unter dem Titel „Rassige Schönheit“. Im Dezember druckte das „Berliner Weltmagazin“ eine Aktstudie der jungen Frau, und kurz darauf wurde eine ihrer Aktfotografien in einer Ausstellungsvitrine auf dem Burgring gezeigt. Frau Ocepek machte daraufhin geltend, durch die „Veröffentlichung große Unnannehmlichkeiten in ihrem Bekanntenkreis“ gehabt zu haben, und klagte gegen Adorján Wlassics wegen Verletzung des Urheberrechtes.
Am 23. Jänner 1928 kam es vor dem Wiener Strafbezirksgericht I zum Prozess. Der Angeklagte machte geltend, Draga Ocepek sei für ihn nicht Kundin, sondern Modell gewesen, das für die Aufnahmen nicht bezahlt habe; vielmehr seien die Bilder „Entgelt für das Modellstehen“ gewesen. Überdies habe die Klägerin auf eigene Initiative Aufnahmen in der Auslage der Wiener Werkstätte in der Kärntnerstraße ausgestellt, worüber es zu einem kuriosen Streit kam:

„Klagevertreter Dr. Finkler: Dieses Bild war aber bekleidet mit Kostümen aus der Wiener Werkstätte. – Verteidiger: Die Kostüme bestanden aus Polstern der Wiener Werkstätte, die im Hintergrund aufgeschichtet waren.“

Wlassics erklärte, „daß sehr viele Damen, auch Damen der guten Gesellschaft, in seinem Atelier Aktaufnahmen sich machen lassen, stets dafür bezahlen, während er nur für die Klägerin […] als Modell […] ausnahmsweise gratis alle Aufnahmen machte“. Nichtsdestoweniger brachte Draga Ocepek eine Zivilklage auf Zahlung von 50 Millionen S ein. Zwecks Einvernahme von Zeugen wurde die Verhandlung vertagt, wobei der vorsitzende Richter Landesgerichtsrat Dr. Korst eine Fortsetzung in nichtöffentlicher Verhandlung nahelegte. Die Verteidigung lehnte dies ab, „da sein Klient nichts zu scheuen habe.“
Über den Ausgang des Verfahrens ist nichts bekannt.

## Rezeption
„Das Atelier Manassé läßt einen Querschnitt durch sein eigenartiges Genre sehen, das dem Zeitgeschmack der Revuen und Magazine entspricht. Es kommt hier weniger auf die Photographie als auf die animierte Stimmung an, die sie auslösen soll.“

„Das Ehepaar Wlassics inszenierte in seinen Werken den nackten oder spärlich bekleideten – und hochgradig retuschierten – Frauenkörper in unzähligen Varianten lasziv, grotesk oder humorvoll. Die alte Ordnung zwischen den Geschlechtern scheint in diesen Fotografien augenzwinkernd wiederhergestellt.“